# Dreifaltigkeitsmarter (Nordheim am Main)

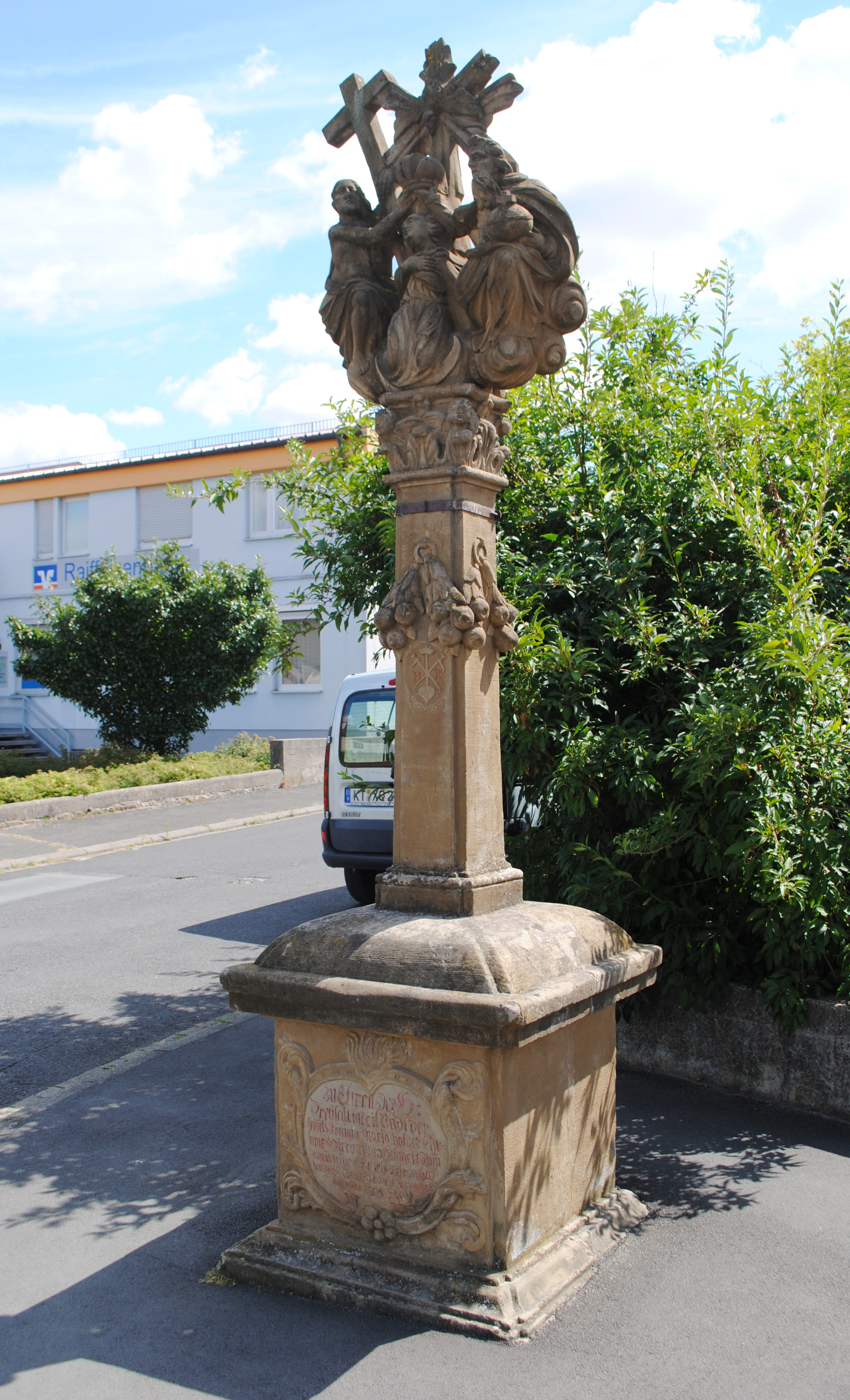
Der Bildstock in Nordheim

Die sogenannte Dreifaltigkeitsmarter in Nordheim am Main ist einer der vielen Bildstöcke in dem fränkischen Weinort. Er befindet sich an der Raiffeisenstraße am Rande des Dorfes.

## Geschichte
Der Bildstock entstand im Jahr 1722. Eine Inschrift im Sockel belegt dies: „zu Ehren der H:/ Dreÿfaltigkeit undt der/ Himelskönigin Maria hat der Ehr-/ same Hieronimo Römelt Ana/ Maria seine ehelige Hausfrau ha/ ben disen Bildstock anhero machen/ laßen den 30. Maÿ/ 17 22“. Das Bayerische Landesamt für Denkmalpflege ordnet den Bildstock als Baudenkmal unter der Nummer D-6-75-155-38 ein.

## Beschreibung
Die Marter ruht auf einem rechteckigen Sockel mit der genannten Inschrift. Eingerahmt ist sie von einem mit Fruchtornament umgebenen Medaillon. Ein gewölbter Überbau leitet zur eckigen Säule über, die sich nach oben leicht verjüngt. Ein Wappen, wohl das des Stifters Hieronymus Römmelt, befindet sich auf dem Schaft. Darüber hängt ein Fruchtornament in einem steinernen Ring. Ein eiserner Beschlag leitet zum Aufsatz über.
Unterhalb der Szene aus plastischen Figuren ist wieder ein Fruchtornament angebracht. Darüber ist die Krönung Mariens dargestellt: Maria, mit der Hand auf der Brust, wird eine Krone aufgesetzt. Umgeben ist sie von Jesus mit dem Kreuz und Gottvater, der den Reichsapfel in Händen hält. Über den Personen schwebt der Heilige Geist. Auf der Rückseite befindet sich in den Wolken ein Halbrelief des heiligen Hieronymus mit einem Kreuz.